# Сатыев
Сатыев (укр. Сатиїв) — село в Варковичской сельской общине Дубенского района Ровненской области Украины.
Население по переписи 2001 года составляло 771 человек. Почтовый индекс — 35610. Телефонный код — 3656. Код КОАТУУ — 5621687001.